# Caninha 51
A Caninha 51 ou Cachaça 51 é uma marca brasileira de cachaça produzida pela Companhia Müller de Bebidas. Sua sede operacional encontra na cidade de Pirassununga, estado de São Paulo; e seus conhecidos tonéis encontram à margem da Pista Sul da Rodovia Anhanguera, a SP-330, no km 210, na conhecida Unidade Taboão. A empresa ainda possui uma destilaria na cidade vizinha de Porto Ferreira, na Fazenda Lageado.
A história oficial é que sua criação ocorreu no ano de 1959, na cidade de Pirassununga, pelo teuto-brasileiro Guilherme Müller. A cidade de Pirassununga teve várias produções das chamadas "caninhas" como a 19, 29, Sir, 5 Douros, Coimbatore 290, Caninha 1921 e a 1932, Arara e Boate por exemplo. A origem em torno da história da cachaça 51 começa pelas mãos dos irmãos Piccolo no ano de 1951, na pequena cidade de Santa Cruz das Palmeiras, interior do estado de São Paulo. Eles compravam a bebida de pequenos alambiques da cidade vizinha de Pirassununga, engarrafavam em vasilhames de 600 ml e revendiam no varejo da região. Em relação ao nome da tradicional marca, uma "lenda" conta que a Caninha 51 tem esse nome porque seus produtores, supersticiosos, armazenavam a melhor aguardente da safra sempre no mesmo barril, o de número 51. Os irmãos Piccolo: Gabriel, Antônio e Luiz produziram uma cachaça e a nomearam “Palmeiras 51”, em homenagem à conquista do Mundial de 1951 e em alusão à cidade natal deles, Santa Cruz das Palmeiras, segundo reportagem feita pelo clube Palmeiras com um dos descendentes da família Piccolo.
Hoje, a Pirassununga 51 é exportada para mais de 50 países, sendo os principais: Chile, Portugal, Espanha, Alemanha, Estados Unidos, Itália, Suíça e Japão, com nome oficial de "Cachaça 51".
Além da famosa garrafa de 1 litro que circula por todo o mercado nacional (onde possui 33% de participação), também tem a versão de 500ml, feita em vidro, lata de 350ml e 473 ml. Na cidade de São Paulo, ela é responsável por mais de 50% do total consumido, fazendo dela o maior mercado nacional.
A Companhia Müller de Bebida ainda produz: a Caninha 29, Caipirinha Mix, Terra Brazilis, 51 Ice, Conhaque Domus, dentre outras.

## História
Criada em 1959 por Guilherme Müller, a empresa possui duas fábricas: uma em Pirassununga e outra no Cabo de Santo Agostinho, destilando 300 milhões de litros de aguardente por ano.
O slogando "uma boa ideia" foi criado em 1978 pela publicitária e artista plástica Magy Imoberdor.

## Casos e controvérsias
A Companhia Müller de Bebidas conseguiu que fosse cancelado o registro, na Europa, da marca de aguardente (também brasileira) "61 - A Nossa Alegria", com a alegação de que a concorrente pode ser facilmente confundida com a sua Cachaça 51, presente em alguns países da Europa.
A disputa foi arbitrada pelo Tribunal Geral da União Europeia, a quem cabe analisar recursos contra decisões do Instituto de Harmonização do Mercado Interno (IHMI), órgão de registro de marca válido para toda a União Europeia. No IHMI, a Missiato Indústria e Comércio já tinha conseguido o registro da Cachaça 61. Quando a Missiato pediu o registro da sua pinga no mercado europeu, em dezembro de 2003, a Cachaça 51 já era marca registrada em Portugal, Dinamarca, Reino Unido, Espanha e Áustria. O instituto só pode autorizar o registro de uma marca no âmbito da União Europeia se não tiver outra capaz de causar confusão nos consumidores já registrada em algum país da comunidade.
A Müller chegou a recorrer ao próprio instituto apontando a semelhança das marcas, mas este considerou que não havia risco de uma pinga ser confundida com a outra. A fabricante da 51, então, levou o caso para o judiciário europeu e para decidir, a corte da UE apontou vasta jurisprudência que lista os fatores que devem ser considerados para se medir o risco de confusão nos consumidores. Para fazer essa análise, disse a corte, deve-se considerar o consumidor médio do produto, normalmente informado e razoavelmente atento. O risco de confusão deve ser medido a partir das semelhanças visuais, fonéticas e conceituais da marca, já que o consumidor percebe a marca como um todo, explica.
Para o Tribunal Geral da União Europeia, as semelhanças visuais entre o logo das duas marcas são suficientemente notáveis e podem gerar confusão no consumidor médio. Depois de analisar a língua de cada país onde a Cachaça 51 está registrada e a maneira como se pronunciam o 51 e o 61, a conclusão também foi a de que existe semelhança fonética. Seja em Portugal, na Dinamarca, na Espanha, no Reino Unido ou na Áustria, o som de 51 é muito parecido com o de 61. A corte também constatou a semelhança conceitual entre as duas.
A conclusão final do tribunal foi a de que existe risco de confusão entre as pingas: "Mesmo que o público relevante fosse capaz de perceber certas diferenças entre as marcas em conflito, o risco de estabelecer uma ligação entre elas é real", afirmaram os juízes. O registro da "61 A Nossa Alegria" foi então cassado, e esta cachaça deixou de existir no mercado europeu.
A Caninha 51 apareceu em maio de 2024 em um episódio do anime japonês Bartender: Glass of God, anime voltado para pessoas adultas. O personagem principal do anime, um bartender,  está preparando uma caipirinha, na hora de adicionar a cachaça aparece o rótulo da Caninha 51, não apenas o número 51, mas toda a identidade visual do produto. O Japão é um dos principais mercados de exportação da marca.